# Ченцы (Клязьминское сельское поселение)
Ченцы — деревня в Ковровском районе Владимирской области России, входит в состав Клязьминского сельского поселения.

## География
Деревня расположена в 2 км на юг от центра поселения села Клязьминский Городок и в 17 км на северо-восток от райцентра города Ковров.

## История
В конце XIX — начале XX века деревня входила в состав Санниковской волости Ковровского уезда, с 1926 года — в составе Осиповской волости. В 1859 году в деревне числился 21 двор, в 1905 году — 7 дворов, в 1926 году — 22 двора.
С 1929 года деревня входила в состав Клязьмо-Городецкого сельсовета Ковровского района, с 1940 года — в составе Клязьминского сельсовета, с 2005 года — в составе Клязьминского сельского поселения.

## Население
| 1859 | 1905 | 1926 | 2002 | 2010 | 2021 |
| ---- | ---- | ---- | ---- | ---- | ---- |
| 127  | ↘32  | ↗87  | ↘6   | ↘1   | ↗40  |